# Крешпу, Витор Перейра
Ви́тор Пере́йра Кре́шпу (порт. Vítor Pereira Crespo; 2 декабря 1932, Милагреш, Португалия — 30 сентября 2014) — португальский государственный деятель, председатель Ассамблеи (парламента) Португалии (1987—1991).

## Биография
В 1956 г. окончил факультет естественных наук Коимбрского университета, получив высшее образование в области физики и химии. Позже он получил докторскую степень в области химии в Университете Беркли (1962), штат Калифорния.
Занимал научные и административные должности в системе образования:
- 1968 г. — профессор на факультете науки и техники Коимбрского университета,
- 1970—1972 гг. — ректор университета Лоренсу-Маркиш,
- 1972—1973 гг. — генеральный директор департамента высшего образования в Министерстве образования,
- 1973—1974 гг. — президент института высокой культуры.

В 1976 г. вступил в Социал-демократическую партию, от которой в 1979 г. был избран депутатом парламента.
- 1980—1982 гг. — министр образования и науки, министр образования и высшей школы,
- 1982—1983 гг. — председатель парламентской фракции Социал-демократическую партии,
- 1984—1985 гг. — постоянный представитель Португалии при ЮНЕСКО,
- 1987—1991 гг. — председатель Ассамблеи (парламента) Португалии.

Впоследствии являлся профессором Лиссабонского университета гуманитарноых наук и технологии (1995—1999) и Автономного университета Лиссабона (1999—2002). Входил в национальной Совет оценки качества высшего образования.

## Награды
Награды Португалии
| Страна     | Дата            | Награда                                            | Награда                                            | Литеры |
| ---------- | --------------- | -------------------------------------------------- | -------------------------------------------------- | ------ |
| Португалия | 6 июля 1972 —   | Гранд-офицер ордена Народного образования          | Гранд-офицер ордена Народного образования          | GOIP   |
| Португалия | 9 апреля 1981 — | Кавалер Большого креста ордена Инфанта дона Энрике | Кавалер Большого креста ордена Инфанта дона Энрике | GCIH   |
| Португалия | 9 июня 1993 —   | Кавалер Большого креста Военного ордена Христа     | Кавалер Большого креста Военного ордена Христа     | GCC    |

Иностранных государств
| Страна     | Дата              | Награда                                              | Награда                                              | Литеры |
| ---------- | ----------------- | ---------------------------------------------------- | ---------------------------------------------------- | ------ |
| Эквадор    | 19 января 1990 —  | Кавалер Большого креста Национального ордена Заслуг  | Кавалер Большого креста Национального ордена Заслуг  |        |
| Кипр       | 20 декабря 1990 — | Кавалер Большого креста ордена Макариоса III         | Кавалер Большого креста ордена Макариоса III         |        |
| Финляндия  | 8 марта 1991 —    | Кавалер Большого креста ордена Белой розы            | Кавалер Большого креста ордена Белой розы            |        |
| Нидерланды | 25 марта 1992 —   | Кавалер Большого креста ордена Оранских-Нассау       | Кавалер Большого креста ордена Оранских-Нассау       |        |
| Финляндия  | 26 октября 1993 — | Кавалер Большого креста ордена Изабеллы Католической | Кавалер Большого креста ордена Изабеллы Католической |        |